# 噶巴拉巴
噶巴拉巴，印度大乘密宗人士，八十四成就者之一。

## 簡介
噶巴拉巴意思為「擁有頭骨的人」，他是出身阿佳鋪利的低種姓人家。育有五個兒子，妻子與五子因為過去世業報現前而去世，他便在墓地悲慟不已。瑜珈士卡斯納卡利問他為何在此，噶巴拉巴道出緣由後，卡斯納卡利便傳法予他，為之灌頂，引領他進入喜金剛壇城，並教授生起次第與圓滿次第的修法，指導他禪修。
噶巴拉巴於是以他兒子的骨頭做成六套飾品，並取下妻子的頭蓋骨做成骨杯，以杯子為生起次第；而空杯則顯現為圓滿次第。九年的時間內證得成就，後向那些具善根者開示，接著在空中跳舞，自此上師噶巴拉巴之名聞名。之後五百年廣行佛事業利益眾生，最後在六百隨從簇擁下前往空行淨土。